# ستيفان باناجوتو
ستيفان باناجوتو (مواليد 26 يوليو 1941) هو ملاكم بلغاري، مثّل بلاده في الألعاب الأولمبية الصيفية 1964.

## روابط خارجية
ستيفان باناجوتو على موقع أوليمبيديا (الإنجليزية)